# Serra Dourada
Serra Dourada is een gemeente in de Braziliaanse deelstaat Bahia. De gemeente telt 17.858 inwoners (schatting 2009).